# Kaimar Saag
Kaimar Saag (ur. 5 sierpnia 1988 w Viljandi) – estoński piłkarz występujący na pozycji napastnika w B36 Tórshavn.

## Kariera klubowa
Kaimar Saag jest wychowankiem klubu Kirm Suure-Jaani. W 2005 roku podpisał kontrakt z Levadią Tallinn. W barwach tej drużyny rozegrał 18 spotkań i strzelił 4 gole w Meistriliidze. Ostatni mecz w Levadii rozegrał w 2007 roku. Wcześniej był także wypożyczany z tego klubu do Kodugaas Viljandi oraz Tallinna Kalev.
Na początku 2008 roku przeszedł do duńskiego Silkeborga, grającego w 1. division. W sezonie 2008/2009 awansował z nim do Superligaen. W lidze tej zadebiutował 19 lipca 2009 w zremisowanym 1:1 meczu z HB Køge. Zawodnikiem Silkeborga był do roku 2012.
Następnie występował w zespołach 1. division – Vejle Boldklub Kolding oraz Vejle BK. W 2014 roku był graczem szwedzkiej drużyny Assyriska FF (Superettan), a w 2015 roku reprezentował barwy Levadii Tallinn, z którą wywalczył wicemistrzostwo Estonii. W latach 2016–2017 Saag grał dla norweskiego Nybergsund IL z trzeciej ligi, a w 2018 przeszedł do farerskiego B36 Tórshavn.

## Kariera reprezentacyjna
W reprezentacji Estonii Saag zadebiutował w 2007 roku. Pierwszą bramkę strzelił 30 grudnia 2009, w wygranym 1:0 meczu z Angolą. 11 sierpnia 2010 strzelił w doliczonym czasie gry wyrównującą bramkę dla Estonii w pierwszym meczu eliminacji do Mistrzostw Europy 2012 przeciw Wyspom Owczym. Ostatecznie Estonia wygrała 2:1.